# Loch Garry (Highland)
Loch Garry, schottisch-gälisch: Loch Garraidh, liegt 25 km nördlich von Fort William in den schottischen Highlands. Der See ist elf Kilometer lang und etwa 65 m tief. Den Zufluss bildet der River Garry, der vom  Loch Quoich zehn Kilometer her fließt. Von Loch Garry fließt der River Garry weiter zum nur fünf Kilometer entfernten Loch Oich im Great Glen.
Loch Garry und Loch Quoich werden zur Energiegewinnung angestaut (Wasserkraft) Der östliche Damm Loch Quoichs ist mit 320 m Länge und 38 m Höhe der größte mit Fels gefüllte Damm Schottlands. Das Wasser wird durch Tunnel zu den beiden Turbinen geleitet, die jeweils eine Leistung von 20 MW erzeugen. Die Anlage wurde 1962 fertiggestellt.
Das Tal war die Heimat des Clans MacDonnell of Glengarry. Seit den Highland Clearances gibt es nur noch eine Handvoll Siedlungen im Tal. Eine Straße führt durch Glen Garry nördlich an Loch Garry und Loch Quoich vorbei nach Kinloch Hourn am östlichen Ende von Loch Hourn. Von dort führt ein Wanderweg zur Halbinsel Knoydart.
Es gibt weitere Seen mit Namen Loch Garry. Zum einen gibt es Loch Garry in Ontario, Kanada, und zum anderen, ebenfalls in den schottischen Highlands, Loch Garry in der Council Area Perth and Kinross.